# .357 Remington Maximum

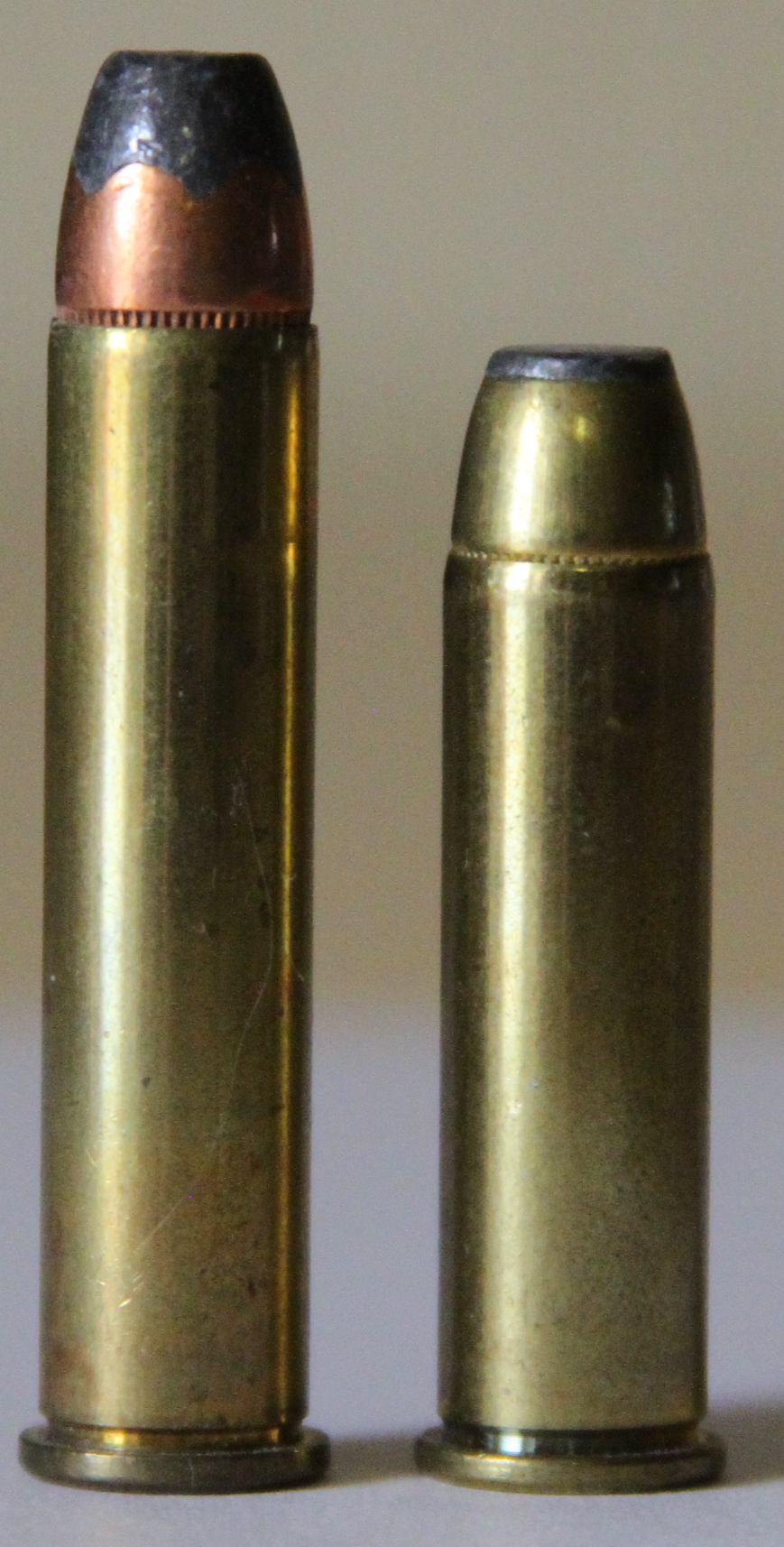
Um .357 Remington Maximum (esquerda)
ao lado de um .357 Magnum.

O .357 Remington Maximum, geralmente chamado de .357 Maximum ou .357 Max, é um cartucho de pistola super magnum originalmente desenvolvido por Elgin Gates como o cartucho wildcat .357 SuperMag.

## Histórico
O .357 Maximum foi introduzido na produção comercial como uma joint-venture entre a Remington Arms Company e a Ruger em 1983 como um novo calibre para o Ruger Blackhawk. Logo depois disso, a Dan Wesson Firearms e Thompson/Center Arms introduziram armas de fogo utilizando esse cartucho. A United Sporting Arms também o utilizou em seus revólveres de ação smples da série "Silhouette".

## Características
O .357 Maximum é um estojo de .357 Magnum alongado em mais 0,300 polegadas (7,6 mm). Sendo assim, um revólver ou pistola de tiro único projetado para o .357 Remington Maximum também suporta: o .357 Magnum, o .38 Special, o .38 Long Colt e o .38 Short Colt. Concebido principalmente como um cartucho para competições de silhueta metálica, tais níveis de alta velocidade e energia tambem têm aplicações de caça. O nível de pressão SAAMI para este cartucho é definido em 40.000 libras por polegada quadrada (280 MPa).

## Performance
| Peso da bala    | Velocidade           | Energia                |
| --------------- | -------------------- | ---------------------- |
| 158 gr (10,2 g) | 1.825 ft/s (556 m/s) | 1.168 ft-lbf (1.584 J) |
| 180 gr (12 g)   | 1.550 ft/s (470 m/s) | 960 ft-lbf (1.300 J)   |

## Destino
Apesar do bom desempenho, a alta pressão e velocidade gerada pelo cartucho causava o fenômeno "flame cutting" (que enfraquece a estrutura do quadro que fica sobre o cilindro), devido ao uso de balas leves de 110 e 125 grãos (7,1 e 8,1 g). Por conta disso, o cartucho foi abandonado por todos os fabricantes que o adotaram em seus revólveres. Pistolas de tiro único como a Thompson/Center Contender e alguns rifles, ainda estão disponíveis neste calibre e permanecem populares entre os praticantes des recarga manual. Estojos sem espoleta ainda são produzidos sem regularidade pela Remington e também é um item de estoque da Starline.

## Legado
As armas projetadas para o .357 Maximum desde então, foram construídas com uma estrutura maior do que suas predecessoras. Embora a Ruger tenha feito apenas 7.700 Blackhawks com câmara de .357 Maximum, o quadro foi usado como base para construir revólveres maiores em .445 SuperMag, .475 Linebaugh Long/Maximum e .500 Linebaugh Long/Maximum.
No filme Flypaper de 2011, Wyatt "Jelly" Jenkins (Pruitt Taylor Vince) usa um Dan Wesson Model 40 VH que é compartimentado em .357 Remington Maximum como sua arma principal.